# Chiesa del Redentore (Sacrow)
La chiesa del Redentore al Porto di Sacrow (in tedesco: Heilandskirche am Port von Sacrow) è un luogo di culto Evangelico situato sulle rive dello Jungfernsee, nei pressi del Castello di Sacrow, a sud di Potsdam.
Nel 1992 fu inclusa nel patrimonio dell'umanità UNESCO denominato "Palazzi e parchi di Potsdam e Berlino". Essa è posta sotto tutela monumentale (Denkmalschutz).

## Nome
L'edificio, per la sua particolare ubicazione sopra un piedistallo che esce fuori direttamente dall'acqua del lago, venne inizialmente soprannominato la Nave (in tedesco Das Schiff). In seguito, il suo nome ufficiale in latino Ecclesiae Sanctissimi Salvatoris in portu sacro (in italiano Chiesa del Santissimo Salvatore al porto sacro) venne storpiato e l'aggettivo sacro mutò in Sacrow, da za krowje, ovvero dietro ai cespugli.

## Storia
Nel 1822 venne demolita la piccola chiesa in legno, fatiscente fin dal 1813, in cui si riuniva per la preghiera la comunità di Sacrow, suburbio di Potsdam. Nel 1840, il re di Prussia Federico Guglielmo IV d'Hohenzollern acquistò sulle rive dello Jungfernsee un terreno sul quale edificare una nuova chiesa dedicata al Redentore. Il progetto fu affidato all'architetto di corte Ludwig Persius, che venne affiancato da uno dei suoi più stretti collaboratori, Ferdinand von Arnim. La costruzione cominciò nel 1841 e, tre anni dopo, il 21 luglio 1844, la nuova chiesa venne inaugurata. Nel 1850 dovette essere ricostruito il tetto, danneggiato dalla pioggia.
La chiesa divenne parrocchiale nel 1859 e sotto la sua giurisdizione entrò a far parte il sobborgo di Bornstedt, fino ad allora appartenente alla Chiesa della Pace. Nel 1870, poi, la parrocchia del Redentore venne unita ad altre due, quella di Neubabelsberg e quella di Nikolskoë.
Nel 1961, con l'erezione del Muro di Berlino, che inglobò al suo interno il campanile, la chiesa del Redentore si trovò nella Germania Ovest e venne chiusa al culto dopo il Natale dello stesso anno per ragioni di sicurezza e il suo interno devastato. L'edificio, da allora, cadde in un progressivo stato di degrado e, fra il 1984 e il 1985, il suo esterno venne restaurato su interessamento di Richard von Weizsäcker. La chiesa fu riaperta al culto in occasione del Natale 1989 e, dopo la caduta del Muro di Berlino (1990), l'edificio è stato sottoposto ad un necessario restauro conservativo fra il 1993 e il 1995. È stata utilizzata, tra il 2005 e il 2009, per alcune riprese della soap opera La strada per la felicità (Wege zum Glück). Nel 2009 è stato installato il nuovo organo a canne.
Dopo la soppressione della parrocchia di Sacrow nel 1977, nel 1995 la chiesa del Redentore è stata affidata alla Chiesa Evangelica Pentecostale di Potsdam.

## Descrizione

### Esterno

Facciata e campanile

La chiesa del Redentore, che sarà poi modello per la Chiesa della Pace, si ispira alle grandi aule palatine di epoca romana e all'architettura paleocristiana, rivedute in forma neoromanica.
L'edificio sporge sul lago, come fosse una nave ancorata, con un piedistallo che ne ricalca la forma. All'esterno, è circondato da un porticato sorretto da colonne doriche che fa sembrare la chiesa a tre navate, mentre ne ha una sola. Il paramento murario è in mattoni color arancione inframmezzati da strisce di piastrelle in porcellana smaltata blu con decorazioni floreali. La facciata principale, a capanna, è sormontata da una croce in ferro battuto e presenta, al centro, un rosone circolare di derivazione romanica.
Il sagrato, delimitato da un basso muretto in mattoni, ha orientamento opposto rispetto alla chiesa e, lungo i due lati corti, due anse semicircolari. In quella di destra, che è un belvedere sul lago, si trova una croce in marmo chiaro; in quella di sinistra, invece, vi è il campanile.
Quest'ultimo, alto più di 20 metri, è costituito da cinque ordini sovrapposti inframmezzati da cornicioni; l'ultimo ordine, quello più in alto, costituisce la cella campanaria ed accoglie una campana del XVII secolo. Il campanile è stato utilizzato, nel 1897, da Adolf Slaby e Georg Graf von Arco per perfezionare la tecnologia del telegrafo senza fili, inventato nel 1896 dall'italiano Guglielmo Marconi.

### Interno

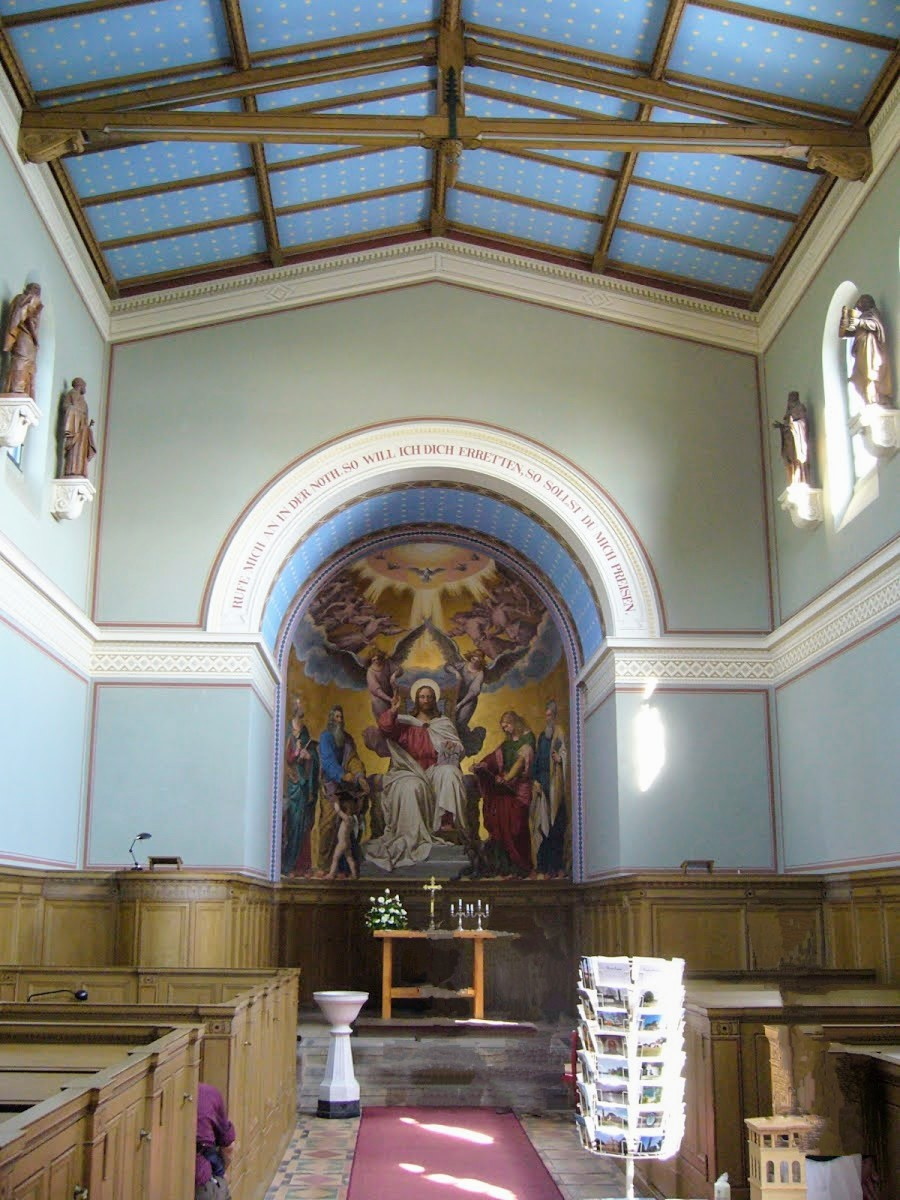
Interno

L'interno della chiesa, ripristinato durante i restauri del 1993-1995, è a navata unica coperta con soffitto a cassettoni sorretto da capriate lignee. Lungo le due pareti della navata, alternate alle sette monofore per lato, si trovano le dodici statue lignee degli Apostoli, realizzate in sostituzione di quelle originali di Jacob Alberty (1844-1845), andate perdute nel periodo del Muro di Berlino.
L'abside semicircolare è dominata dal grande affresco ispirato allo stile bizantino. Questo, opera di Adolf Eybel che lo dipinse nel 1845 su progetto di Karl Begas, raffigura al centro Cristo in trono fra due angeli. Ai suoi lati trovano posto i quattro Evangelisti, con il seguente ordine: da sinistra a destra, Luca, Matteo, Giovanni e Marco. In alto, circondata da angeli, vi è la colomba dello Spirito Santo.
Il presbiterio, che occupa tutta l'abside e l'ultima parte della navata, è costituito dai due pulpiti, dal fonte battesimale in marmo e dall'altare in legno. Quest'ultimo, molto semplice, sostituisce l'originario altare ligneo, distrutto nel 1961.

### Organo a canne

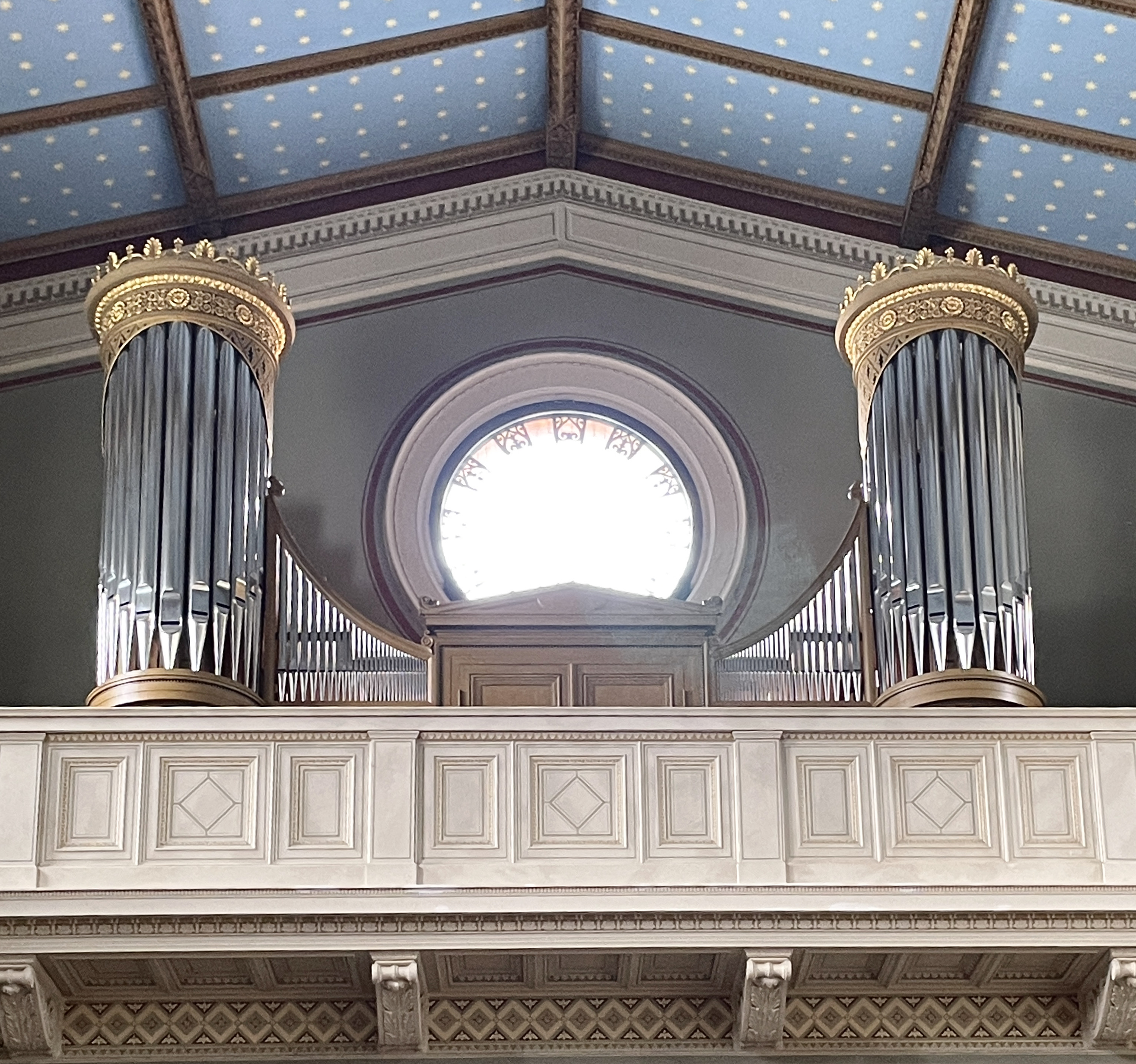
Organo

Sulla cantoria in controfacciata, si trova l'organo a canne, costruito dalla ditta organaria Orgelwerkstatt Wegscheider nel 2009 ed inaugurato nel giugno dello stesso anno. Il primo organo della chiesa, costruito nel 1844 da Gottlieb Heise ed ampliato nel 1907 da Alexander Schuke, aveva un'unica tastiera e pedaliera con 6 registri totali. Venne derubato di quasi tutte le sue parti nel 1961 e, dal 1990 al 2009, al suo posto c'è stato un suo modello a grandezza naturale.
Lo strumento attuale è a sistema di trasmissione integralmente meccanico e dispone di 22 registri; questi sono distribuiti tra il pedale e i due manuali, ciascuno dei quali è configurato secondo la maniera organaria brandeburghese (primo manuale) o italiana (secondo manuale), con diversi registri in comune fra i due.